# George Fawcett
George Fawcett (25 de agosto de 1860 – 6 de junio de 1939) fue un actor teatral y cinematográfico de nacionalidad estadounidense, activo en la época del cine mudo. 

## Biografía
Nacido en Alexandria, Virginia, en sus inicios George Fawcett fue actor teatral, empezando a actuar para el cine a mediados de los años 1910. En la escena participó en obras como Ghosts (1905, con Mary Shaw), The squaw man (1905, con William Faversham), The Great John Ganton (1909, con Laurette Taylor), y Getting A Polish (1910, con May Irwin). 
Su debut cinematográfico tuvo lugar en 1915 con Bill Haywood, Producer, un corto dirigido por Tom Mix. En total actuó en 151 filmes rodados entre 1915 y 1933.
George Fawcett falleció en Nantucket, Massachusetts, en 1939, a causa de una dolencia cardiaca. Tenía 78 años de edad. Había estado casado con la actriz Percy Haswell, con la que tuvo una hija.

## Teatro
- The squaw man, de Edwin Milton Royle (Broadway, 23 de octubre de 1905)
- The Great John Ganton (3 de mayo de 1909 – junio de 1909)

## Filmografía

### Actor (selección)

#### 1915
- Bill Haywood, Producer, de Tom Mix
- The Majesty of the Law, de Julia Crawford Ivers
- The Frame-Up, de Otis Turner

#### 1916
- The Corner, de Walter Edwards
- Betty of Greystone, de Allan Dwan
- The Habit of Happiness, de Allan Dwan
- The Prince Chap, de Marshall Neilan
- Intolerancia, de D.W. Griffith
- The Country That God Forgot, de Marshall Neilan
- The Crisis, de Colin Campbell

#### 1917
- Panthea, de Allan Dwan
- The Heart of Texas Ryan, de E.A. Martin
- Little Lost Sister, de Alfred E. Green
- The Friendship of Beaupere, de Alfred E. Green
- The Cinderella Man, de George Loane Tucker
- Shirley Kaye, de Joseph Kaufman

#### 1918
- The Beloved Traitor, de William Worthington
- Corazones del mundo, de D.W. Griffith
- El gran amor, de David W. Griffith
- The Hun Within, de Chester Withey
- The Talk of the Town, de Allen Holubar
- Lillian Gish in a Liberty Loan Appeal, de D.W. Griffith
- The Hope Chest, de Elmer Clifton

#### 1919
- A Romance of Happy Valley, de D.W. Griffith
- The Railroader, de Colin Campbell
- The Girl Who Stayed at Home, de D.W. Griffith
- I'll Get Him Yet, de Elmer Clifton
- True Heart Susie, de D.W. Griffith
- Nobody Home
- Turning the Tables, de Elmer Clifton
- Días rojos, de D.W. Griffith
- The Greatest Question, de D.W. Griffith

#### 1920
- Two Weeks, de Sidney Franklin
- Babs, de Edward H. Griffith
- The Branded Woman, de Albert Parker
- Little Miss Rebellion, de George Fawcett
- Idols of Clay, de George Fitzmaurice
- Dangerous Business, de Roy William Neill

#### 1921
- Paying the Piper, de George Fitzmaurice
- Sentimental Tommy, de John S. Robertson
- Lessons in Love, de Chester Withey
- Moongold, de Will H. Bradley
- Little Italy, de George Terwilliger
- Nobody, de Roland West
- Burn 'Em Up Barnes, de George Beranger y Johnny Hines
- Forever, de George Fitzmaurice
- Hush Money, de Charles Maigne
- The Way of a Maid, de William P.S. Earle
- Chivalrous Charley, de Robert Ellis

#### 1922
- Polly of the Follies, de John Emerson
- Beyond the Rainbow, de Christy Cabanne
- Destiny's Isle, de William P.S. Earle
- His Wife's Husband, de Kenneth S. Webb
- Silas Marner, de Frank P. Donovan

#### 1923
- Java Head, de George Melford
- Drums of Fate, de Charles Maigne
- Mr. Billings Spends His Dime, de Wesley Ruggles
- Just Like a Woman, de Scott R. Beal y Hugh McClung
- Only 38, de William C. deMille
- The Woman with Four Faces, de Herbert Brenon
- Salomy Jane, de George Melford
- His Children's Children, de Sam Wood
- West of the Water Tower, de Rollin S. Sturgeon

#### 1924
- Pied Piper Malone, de Alfred E. Green
- Triumph, de Cecil B. DeMille
- The Breaking Point, de Herbert Brenon
- Code of the Sea, de Victor Fleming
- The Bedroom Window, de William C. deMille
- Tess of the D'Urbervilles, de Marshall Neilan
- Broken Barriers, de Reginald Barker
- In Every Woman's Life, de Irving Cummings
- Her Love Story, de Allan Dwan
- A Lost Lady, de Harry Beaumont

#### 1925
- The Mad Whirl, de William A. Seiter
- The Price of Pleasure, de Edward Sloman
- The Sporting Venus, de Marshall Neilan
- The Verdict, de Fred Windemere
- Go Straight, de Frank O'Connor
- Up the Ladder, de Edward Sloman
- The Sporting Chance, de Oscar Apfel
- The Fighting Cub, de Paul Hurst
- Nine and Three-Fifths Seconds, de Lloyd B. Carleton
- The Home Maker, de King Baggot
- The Marry Widow, de Erich von Stroheim
- Souls for Sables, de James C. McKay
- The Circle, de Frank Borzage
- Some Pun'kins, de Jerome Storm
- Thank You, de John Ford
- Peacock Feathers, de Svend Gade
- Joanna, de Edwin Carewe

#### 1926
- Under Western Skies, de Edward Sedgwick
- Two Can Play, de Nat Ross
- The Flaming Frontier, de Edward Sedgwick
- Out of the Storm, de Louis J. Gasnier
- The Son of the Sheik, de George Fitzmaurice
- Men of Steel, de George Archainbaud
- The Little Firebrand, de Charles Hutchison
- There You Are!, de Edward Sedgwick
- Flesh and the Devil, de Clarence Brown
- Man of the Forest, de John Waters
- The Waiter from the Ritz, de James Cruze

#### 1927
- See You in Jail
- Paying the Price, de David Selman
- The Private Life of Helen of Troy, de Alexander Korda

#### 1928
- Tempest, de Sam Taylor
- Prowlers of the Sea, de John G. Adolfi
- The Wedding March, de Erich von Stroheim
- The Little Wildcat, de Ray Enright

#### 1929
- Lady of the Pavements, de D.W. Griffith
- Fancy Baggage, de John G. Adolfi
- His Captive Woman, de George Fitzmaurice
- L'ondata dei forti (ide of Empire), de Allan Dwan
- Innocents of Paris, de Richard Wallace
- The Four Feathers, de Merian C. Cooper, Lothar Mendes y Ernest B. Schoedsack
- The Gamblers, de Michael Curtiz
- Wonder of Women, de Clarence Brown
- Hearts in Exile, de Michael Curtiz
- The Great Divide, de Reginald Barker
- The One Man Reunion, de Robert C. Bruce
- The Prince of Hearts, de Cliff Wheeler
- Hot for Paris, de Raoul Walsh

#### 1930
- Ladies of Leisure, de Frank Capra
- The Bad One, de George Fitzmaurice
- Swing High, de Joseph Santley
- Wild Company
- Once a Gentleman

#### 1931
- The Drums of Jeopardy, de George B. Seitz
- Personal Maid

### Director
- Deadline at Eleven (1920)
- Little Miss Rebellion (1920)
- Such a Little Queen (1921)